# Джек Кропп
Джек Кропп (англ. Jack Cropp, 23 травня 1927 — 25 червня 2016) — новозеландський яхтсмен.
Олімпійський чемпіон 1956 року в класі Шарпі.